# Carmen (film 1913 Henderson)
Carmen è un cortometraggio muto del 1913 diretto da Lucius Henderson (con il nome Lucius J. Henderson).
Uno dei primi adattamenti cinematografici tratti dalla storia di Prosper Mérimée. Nello stesso anno, uscirono altre due versioni: una Carmen girata in Italia e diretta da Giovanni Doria insieme ad Augusto Turqui; e una Carmen diretta da Stanner E.V. Taylor.

## Trama
Spagna, la bella zingara canterina Carmen corteggia sia il capitano Don Josè che un celebre torero di nome Escamillo. Tra i due c'è rivalità: Don Josè, il più burbero, sostiene che la ragazza sia sua perché l'ha salvata dall'incarcerazione. Pochi mesi dopo la fiamma di passione che avvolge Carmen e Don Josè comincia ad affievolirsi e il capitano diventa sempre più intrattabile finché una serata in un'osteria degenera in una rissa quando questi incontra Esacmillo. Questo comporta la definitiva rottura fra Carmen e Don Josè che, mentre sta andando a vedere un'esibizione di Escamillo, viene raggiunta e pugnalata dal fidanzato, ormai pazzo di gelosia.

## Produzione
Il film fu prodotto dalla Thanhouser Film Corporation.

## Distribuzione
Distribuito dalla Mutual Film, uscì nelle sale cinematografiche USA il 27 maggio 1913.